# آفرینش (رمان)
آفرینش نام رمانی افسانه‌ای، تاریخی و حماسی است نوشتهٔ گور ویدال است که در سال ۱۹۸۱ منتشر شد.

## چکیده
داستان با سرگذشت شخصیتی خیالی به نام کوروش سپیدمه (به انگلیسی: Cyrus Spitama)، فرستادهٔ ایرانی هخامنشی در سدهٔ پنجم پیش از میلاد، آغاز می‌شود. کسی که به همهٔ جهان آشکار آن دوران سفر می‌کند تا باورهای سیاسی و دینی ملت‌های گوناگون آن زمان را مقایسه کند و بسنجد. این کتاب تصویری کلی از دوران آن روز (داریوش، خشایارشا و اردشیر) را به دست می‌دهد. کوروش سپیدمه نخستین سفیر ایران در هند، چین و یونان بوده‌است و در این کتاب همزمان شما را با عقاید زرتشت، بودا، کنفسیوس و سقراط آشنا می‌کند.